# 亚历山德拉·丹尼洛娃

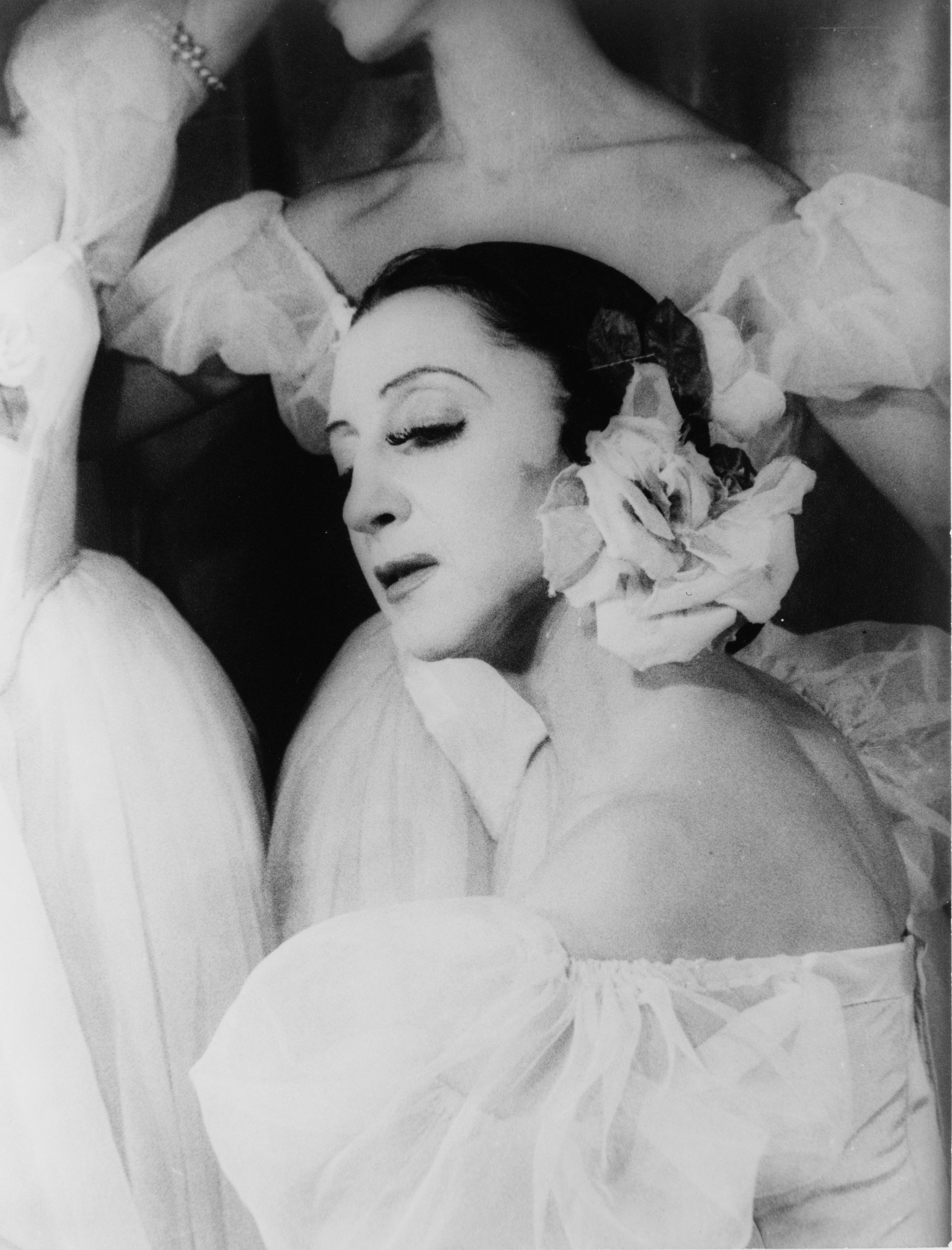
亚历山德拉·丹尼洛娃

亚历山德拉·迪奥尼西耶芙娜·丹尼洛娃（俄语：Александра Дионисьевна Данилова；1903年11月20日—1997年7月13日）是一位生于俄罗斯帝國彼得宮城的芭蕾舞者，后来移民美國成为美国公民。 1989年，她被授予肯尼迪中心荣誉奖。 